# Pianosonate nr. 5 (Beethoven)
De pianosonate nr. 5, opus 10 no. 1 is een driedelig werk van Ludwig van Beethoven en maakt deel uit van de 32 pianosonates die gedurende zijn leven heeft geschreven. Het is opgedragen aan gravin Anna Margarete von Browne, over wie verder weinig bekend is. Het werk is een compositie uit Beethovens eerste periode en kan als zodanig als een voorloper van de meer bekende werken in c mineur worden beschouwd zoals de Pathetique, en de vijfde symfonie qua energieke nervositeit.

## Delen
- Molto allegro e con brio. Het eerste deel is in driekwartsmaat en in C mineur, hoewel door de vele incidentele verhogingen, verlagingen en herstellingen sommige passages een majeur karakter krijgen. Zo is bijvoorbeeld de herhaling van het mineure openingsthema in de 106e maat (de herhaling meegerekend: 212e maat) voor het gehoor een omwerking naar C majeur, terwijl 13 maten later de verlagingen weer hun intrede doen. Het deel is als geheel, al vanaf het begin, een dynamische compositie met grote contrasten, waarin grote akkoorden en felle, subiete frasen naar hoge staccato-klanken worden opgeheven door kalme en bescheiden overgangen naar lagere, langere rustakkoorden. Sommige passages zijn lyrisch of zelfs frivool, terwijl andere onrustig of zelfs naargeestig zijn. De baslijnen hebben zonder meer de meeste dynamiek en verklanken de onrustige stemming die pas in het derde deel van de sonate weer zal terugkeren.
- Adagio molto. Het tweede deel is in tweekwartsmaat en in As majeur. Bijna het gehele deel is lyrisch, rustig en gelijkmatig. De eerste 28 maten zou men zelfs "voortkabbelend" kunnen noemen, terwijl de daaropvolgende maten slechts verschillen door enkele vlugge septolen en andere ritmische complexiteiten. Halverwege wordt de kabbelende structuur alleen doorbroken door de toepassing van triolen in enkele passages.
- Finale, prestissimo. Het derde deel is in 2/2 geschreven en in C mineur. Het is zonder meer, technisch beschouwd, het moeilijkste voor de uitvoerende musicus. Niet alleen vergen de vlugge en lange zinnen ervaring, maar ook de opbouw van de compositie -afwisselende tempi, grote toonsprongen- vereist training en inzicht. Op het eerste gehoor maakt de compositie een stormachtige indruk, hoewel de nervositeit naar het einde toe afvlakt en de slottonen in vergelijking met de rest van het deel rustig en kalm zijn.